# 哈锐宅院
34°34′59″N 105°42′50″E / 34.58306°N 105.71389°E
哈锐宅院位于中国甘肃省天水市秦州区澄源巷13、17号，2003年被列为第六批甘肃省文物保护单位。
哈锐（1862-1932），清光绪十八年（1892年）进士，翰林院庶吉士。哈锐宅院坐北朝南，一进三院，大门在东南角通澄源巷，主厅房两层，有后院。
- 临巷面
- 院内已沦为大杂院
- 垂花门
- 垂花门